# 프리다의 그해 여름
《프리다의 그해 여름》(Estiu 1993, Summer 1993)은 스페인에서 제작된 카를라 시몬 감독, 각본의 2017년 드라마 영화이다. 라이아 아르티가스 등이 주연으로 출연하였고 발레리 델피에르 등이 제작에 참여하였다.

## 출연

### 주연
- 라이아 아르티가스: 프리다 역
- 브루나 쿠시: 외숙모 역
- 데이비드 베르다거: 외삼촌 역
- 파울라 로블레스: 아나 역

### 조연
- 조르디 피구에라스
- 몬체 샌즈
- 파울라 블랑코

## 스태프
- 각본, 감독: 카를라 시몬
- 제작: 발레리 델피에르
- 공동제작: 마리아 자모라, 스테판 슈미츠
- 미술: 모니카 베르누이
- 세트: 마르타 바자코
- 의상: 안나 아귈라
- 배역: 미레이아 주아레즈
- 프로덕션매니저: 미레이아 그라엘 비반코스

### EBS판 스태프
- 프로듀서: 이선희
- 번역: 김수진
- 감수: 김동수
- CG: 조운경
- 편집: 정미현
- 기술감독: 김정수
- 우리말 연출: 강민화
- 기획: EBS
- 우리말 제작: 벼리기획